# Gotha G.IV
Die Gotha G.IV war ein zweimotoriger Langstreckenbomber der Gothaer Waggonfabrik, der von der deutschen Fliegertruppe im Ersten Weltkrieg eingesetzt wurde.

## Geschichte
Die Gothaer Waggonfabrik baute bereits seit 1915 Großflugzeuge, die vor allem in den strategischen Bombengeschwadern der Obersten Heeresleitung zu Fernangriffen eingesetzt wurden.

## Entwicklung
Konstrukteur Hans Burkhard entwickelte das Flugzeug aus der Gotha G.III. Er hatte den Rumpf mit Sperrholz verkleidet; bei einer Notwasserung sollte das die Maschine eine Zeitlang über Wasser halten. Der Rumpf war nun mit einem tunnelartigen Schacht versehen, der dem Bordschützen auch ein Feuern nach unten erlaubte. Bei einigen Flugzeugen wurde für einen weiteren Bordschützen ein viertes MG zwischen Pilot und Bombenschützen angebracht. Der bei der G.III beklagten zu geringen Seitenstabilität bei der Landung war Burkhard durch das Anbringen zusätzlicher Querruder an den unteren Tragflächen begegnet. Allerdings waren die Flugleistungen gegenüber der G.III kaum verbessert.
Im November 1916 erhielt Gotha eine Bestellung von zunächst 35 Flugzeugen, die im Februar 1917 auf 50 erhöht wurde. Weitere 100 bestellte die Inspektion der Fliegertruppen (IdFlieg) bei der LVG und weitere 80 Maschinen bei den Siemens-Schuckert-Werken. Bei den Lizenzherstellern veranlasste die IdFlieg, dass der Rumpf noch weiter verstärkt wurde. Da die Flugzeuge dadurch schwerer und schwanzlastiger wurden, veränderte LVG die Tragflächenstaffelung; Siemens-Schuckert versuchte, dem durch eine Reihe von Veränderungen Rechnung zu tragen; so wurden bei einer Reihe von Flugzeugen anstelle der Druckpropeller Motoren mit Zugpropelleranordnung gefertigt. Eine weitere Modifikation nahm Siemens mit dem Stoßfahrgestell vor, bei dem ein zusätzliches Räderpaar an die beiden unter den Motorgondeln angebrachten Fahrgestelle angebracht wurde.
Als die letzten G.IV bei LVG und Siemens-Schuckert gefertigt wurden, waren diese bereits nicht mehr fronteinsatzgeeignet. Sie wurden daher mit weniger leistungsfähigen Opel Argus As III oder NAG C.III-Motoren und aufgrund des Materialmangels zum Teil mit Holzrädern versehen und als Schulflugzeuge verwendet. Siemens brachte die Kraftstofftanks bei der späteren Gotha G.V nun im Flugzeugrumpf an.

## Kriegseinsatz

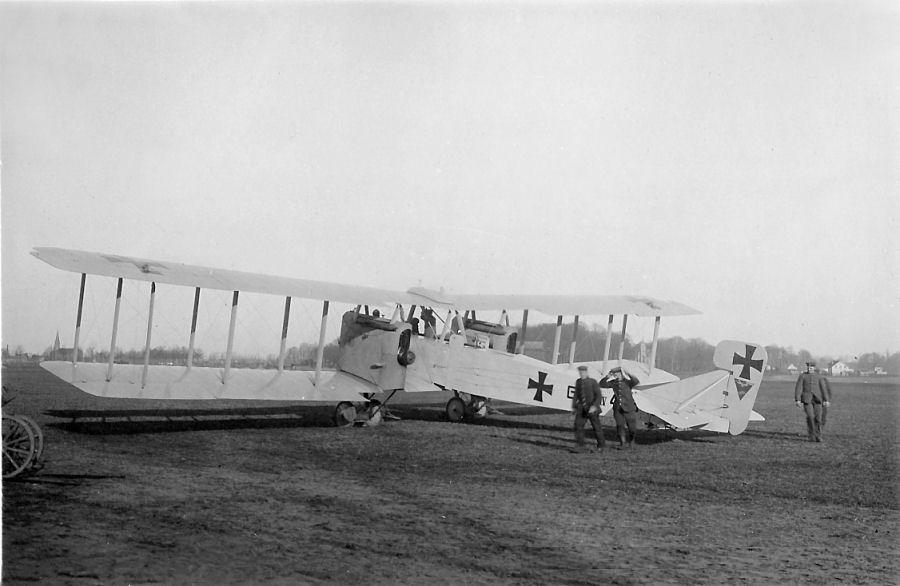
Gotha G IV

Die ersten Gotha G.IV wurden im März 1917 zunächst an das Kampfgeschwader der Obersten Heeresleitung 1 (Kagohl 1) ausgeliefert, das bald darauf in Bombengeschwader (Bogohl) 3 umbenannt und als „Englandgeschwader“ bekannt wurde. Dessen Staffeln flogen ab Mai 1917 im Rahmen der Operation „Türkenkreuz“ strategische Tag- und ab September 1917 Nachtangriffe auf London und Südengland, als angesichts der verstärkten Abwehrmaßnahmen und zunehmender Verluste keine Tageinsätze mehr möglich waren. Für Ferneinsätze wurden später Zusatztanks angebracht. Versuchsweise brachte man an einer Maschine zum Einsatz als Schlachtflugzeug auch eine 20 mm Becker-Kanone zur Bekämpfung von Bodenzielen an.
Aus der von LVG gefertigten Gotha G.IV Serie wurden 40 Stück mit österreichischen 230-PS-Hiero-Motoren und Schwarzlose-MGs ausgerüstet und bis April 1918 an die k.u.k. Luftfahrtruppen (Österreichisch-Ungarische Fliegertruppe) als k.u.k. Typenserie 08. geliefert.
Sie wurden ab April 1918 während der Piaveschlachten in Italien eingesetzt (bei der Flik 101G, 102G und 103G).
Im Oktober 1917 erreichte die G.IV mit 50 Flugzeugen ihre größte Frontstärke. Sie wurde zwar ab September 1917 allmählich durch die leistungsfähigere Gotha G.V ersetzt, blieb aber bis mindestens August 1918 im Einsatz.

## Nachkriegseinsatz
Deutschland musste nach dem Krieg seine Gotha-Bomber aufgrund der Bestimmungen des Versailler Vertrags verschrotten.
Eine am 18. August 1917 bei Groningen in den Niederlanden zur Landung gezwungene  G.IV wurde instand gesetzt und in Soesterberg getestet. 1919 wurde das Flugzeug ausgemustert.
Polnische Truppen fanden eine in Posen verbliebene beschädigte G.IV vor und setzten sie nach ihrer Instandsetzung ab April 1920 in der 21. Eskadra Niszczycielska im Polnisch-Sowjetischen Krieg ein, bis das Flugzeug im Sommer 1920 wegen Ersatzteilmangels stillgelegt werden musste.

## Weiterentwicklungen
Auf die G.IV folgte 1917 die Gotha G.V.

## Technische Daten
| Kenngröße             | Daten                                                                        |
| --------------------- | ---------------------------------------------------------------------------- |
| Besatzung             | 3–4                                                                          |
| Länge                 | 12,40 m                                                                      |
| Spannweite            | 23,70 m                                                                      |
| Höhe                  | 3,85 m                                                                       |
| Flügelfläche          | 89,50 m²                                                                     |
| Nutzlast              | 1235 kg                                                                      |
| Leermasse             | 2400 kg                                                                      |
| max. Startmasse       | 3635 kg                                                                      |
| Höchstgeschwindigkeit | 140 km/h                                                                     |
| Dienstgipfelhöhe      | 5000 m                                                                       |
| Reichweite            | 490 km                                                                       |
| Flugdauer             | 3:30 h                                                                       |
| Triebwerke            | zwei wassergekühlte Sechszylinder-Reihenmotoren Mercedes D IVa mit je 260 PS |
| Bewaffnung            | 3–4 Parabellum MG 14 (7,92 mm), 500 kg Bomben                                |